# Chambéon
Chambéon est une commune française située dans le département de la Loire, en région Auvergne-Rhône-Alpes.

## Géographie

### Situation
La commune est à 2,2 km de la rive gauche de la Loire, 
à 39 km au nord de sa préfecture Saint-Étienne et à 15 km au nord-est de sa sous-préfecture Montbrison.
Chambéon fait partie du Forez.

### Climat
Pour des articles plus généraux, voir Climat d'Auvergne-Rhône-Alpes et Climat de la Loire.
En 2010, le climat de la commune est de type climat océanique dégradé des plaines du Centre et du Nord, selon une étude du Centre national de la recherche scientifique s'appuyant sur une série de données couvrant la période 1971-2000. En 2020, Météo-France publie une typologie des climats de la France métropolitaine dans laquelle la commune est exposée à un climat de montagne ou de marges de montagne et est dans la région climatique Nord-est du Massif Central, caractérisée par une pluviométrie annuelle de 800 à 1 200 mm, bien répartie dans l’année.
Pour la période 1971-2000, la température annuelle moyenne est de 10,9 °C, avec une amplitude thermique annuelle de 16,9 °C. Le cumul annuel moyen de précipitations est de 637 mm, avec 7,8 jours de précipitations en janvier et 6,2 jours en juillet. Pour la période 1991-2020, la température moyenne annuelle observée sur la station météorologique de Météo-France la plus proche, « Feurs », sur la commune de Feurs à 6 km à vol d'oiseau, est de 12,1 °C et le cumul annuel moyen de précipitations est de 650,3 mm,. Pour l'avenir, les paramètres climatiques de la commune estimés pour 2050 selon différents scénarios d'émission de gaz à effet de serre sont consultables sur un site dédié publié par Météo-France en novembre 2022.

## Urbanisme

### Typologie
Au 1er janvier 2024, Chambéon est catégorisée commune rurale à habitat dispersé, selon la nouvelle grille communale de densité à sept niveaux définie par l'Insee en 2022.
Elle est située hors unité urbaine. Par ailleurs la commune fait partie de l'aire d'attraction de Saint-Étienne, dont elle est une commune de la couronne,. Cette aire, qui regroupe 105 communes, est catégorisée dans les aires de 200 000 à moins de 700 000 habitants,.

### Occupation des sols
L'occupation des sols de la commune, telle qu'elle ressort de la base de données européenne d’occupation biophysique des sols Corine Land Cover (CLC), est marquée par l'importance des territoires agricoles (70,2 % en 2018), en diminution par rapport à 1990 (75,3 %). La répartition détaillée en 2018 est la suivante : 
terres arables (44,7 %), prairies (18,8 %), forêts (16,1 %), eaux continentales (11,1 %), zones agricoles hétérogènes (6,7 %), zones urbanisées (2,6 %). L'évolution de l’occupation des sols de la commune et de ses infrastructures peut être observée sur les différentes représentations cartographiques du territoire : la carte de Cassini (XVIIIe siècle), la carte d'état-major (1820-1866) et les cartes ou photos aériennes de l'IGN pour la période actuelle (1950 à aujourd'hui).

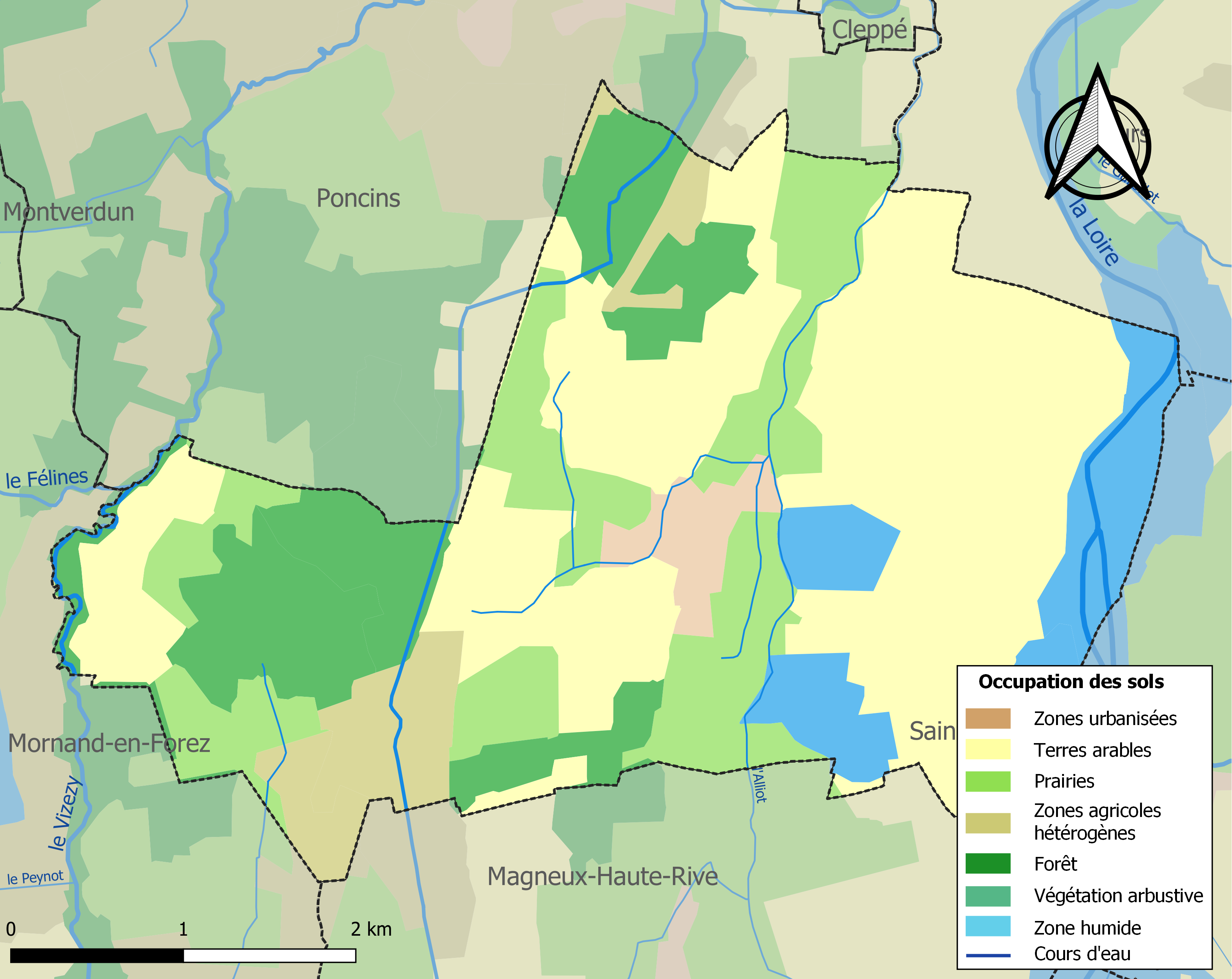
Carte des infrastructures et de l'occupation des sols de la commune en 2018 (CLC).

## Toponymie
Du gaulois cambo, « courbe (de rivière ) » et du radical indo-européen *dhun-, associant un relief et un habitat défendu « dune », à l'origine d'une racine celtique *dhuno dont le premier sens aurait été « clôture, zone enclose », d'où le gaulois  dūnum qui a pris le sens de « citadelle, enceinte fortifiée » et, par métonymie, celui de « colline, mont » puisque la plupart des citadelles étaient bâties sur des hauteurs.

## Histoire
La voie Bolène, grand axe de circulation antique menant de Lyon à l'Aquitaine, passait la Loire à Feurs par un gué et se dirigeait ensuite vers Poncins ; mais avant d'arriver au village actuel de Poncins, elle se trouvait à « la Pierre » selon Faure (probablement le hameau les Pierres) sur la D60 à environ 2,5 km nord-nord-ouest du bourg de Chambéon (pointe nord de la commune) et se tournait vers le sud-ouest, suivant le trajet repris par la D60 qui fait la limite de commune entre Poncins et Chambéon. Elle passait à l'Orme Premier, lui aussi sur la D60, à environ 2 km sud-ouest du bourg, après quoi elle passait sur la commune de Magneux-Haute-Rive vers le hameau de la Boulène,.

## Blasonnement
|  | Les armoiries de Chambéon se blasonnent ainsi : D'azur à deux épis de blé d’or, ployés et adossés, accompagnés en pointe d'une nymphale [feuille de nénuphar] d'argent ; au chef voûté et bastillé de sept pièces d'or, chargé de deux fleurs de lis d'azur défaillantes et mouvant des flancs dextre et senestre. |

## Politique et administration
| Période   | Période  | Identité           | Étiquette | Qualité |
| --------- | -------- | ------------------ | --------- | ------- |
| mars 1995 |          | Marguerite Richard |           |         |
| mars 2001 |          | Albert Mousse      |           |         |
| 2014      | mai 2020 | Michelle Delorme   |           |         |
| mai 2020  | En cours | Patrick Mathieu    |           |         |

## Démographie
L'évolution du nombre d'habitants est connue à travers les recensements de la population effectués dans la commune depuis 1793. Pour les communes de moins de 10 000 habitants, une enquête de recensement portant sur toute la population est réalisée tous les cinq ans, les populations de référence des années intermédiaires étant quant à elles estimées par interpolation ou extrapolation. Pour la commune, le premier recensement exhaustif entrant dans le cadre du nouveau dispositif a été réalisé en 2008.

En 2022, la commune comptait 653 habitants, en évolution de +20,7 % par rapport à 2016 (Loire : +1,32 %, France hors Mayotte : +2,11 %).
| 1793 | 1800 | 1806 | 1821 | 1831 | 1836 | 1841 | 1846 | 1851 |
| ---- | ---- | ---- | ---- | ---- | ---- | ---- | ---- | ---- |
| 471  | 356  | 381  | 454  | 440  | 436  | 443  | 443  | 550  |

| 1856 | 1861 | 1866 | 1872 | 1876 | 1881 | 1886 | 1891 | 1896 |
| ---- | ---- | ---- | ---- | ---- | ---- | ---- | ---- | ---- |
| 537  | 550  | 554  | 488  | 525  | 516  | 554  | 547  | 554  |

| 1901 | 1906 | 1911 | 1921 | 1926 | 1931 | 1936 | 1946 | 1954 |
| ---- | ---- | ---- | ---- | ---- | ---- | ---- | ---- | ---- |
| 527  | 495  | 452  | 409  | 406  | 410  | 364  | 360  | 337  |

| 1962 | 1968 | 1975 | 1982 | 1990 | 1999 | 2006 | 2008 | 2013 |
| ---- | ---- | ---- | ---- | ---- | ---- | ---- | ---- | ---- |
| 334  | 357  | 250  | 281  | 360  | 369  | 441  | 462  | 515  |

| 2018 | 2022 | - | - | - | - | - | - | - |
| ---- | ---- | - | - | - | - | - | - | - |
| 582  | 653  | - | - | - | - | - | - | - |

## Lieux et monuments

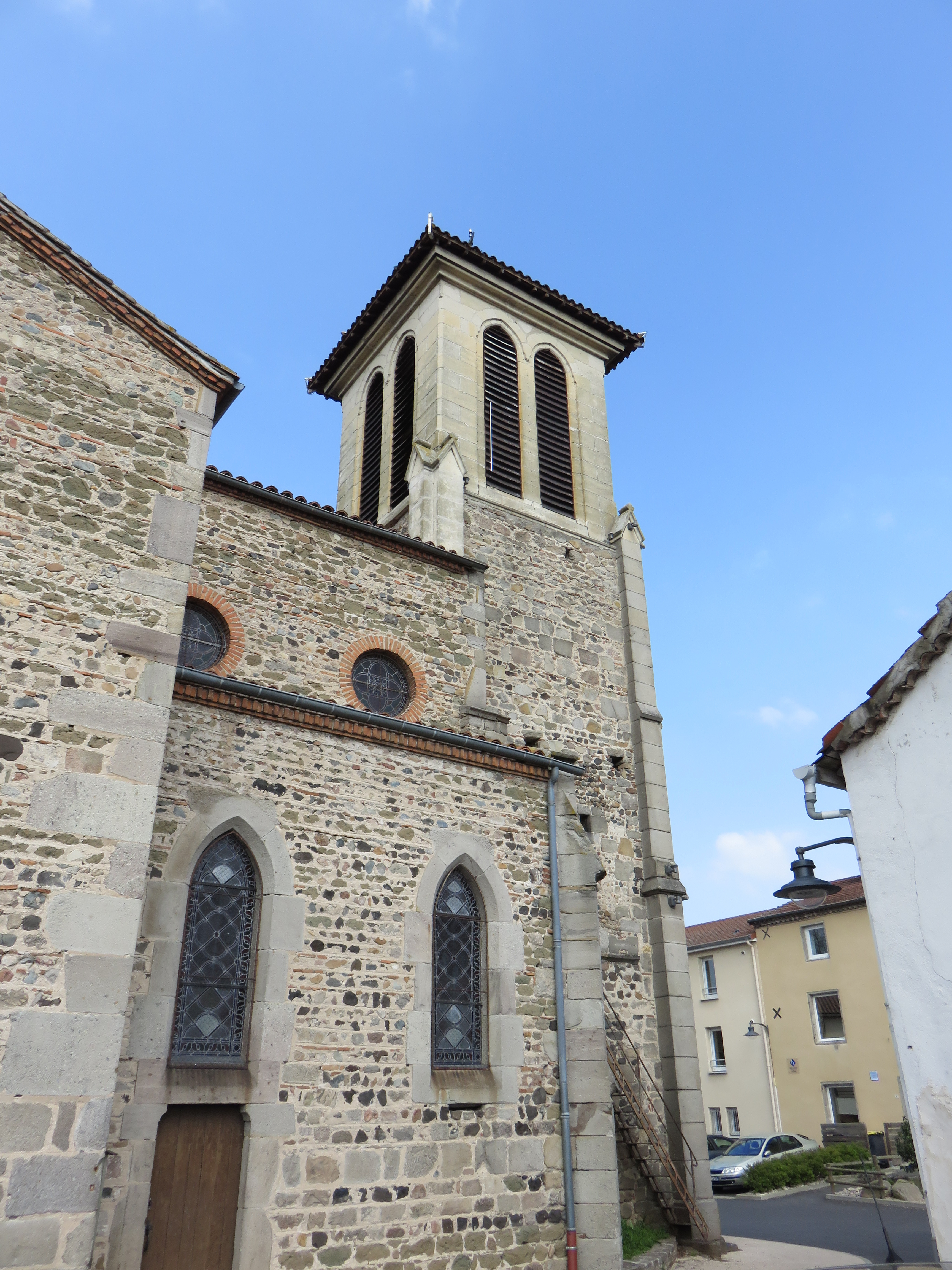
Église Saint-Étienne de Chambéon.

- La commune abrite une partie de l'Écozone du Forez dont l'Ecopôle, la zone d'accueil pour le public.
- Église Saint-Étienne de Chambéon.

## Personnalités liées à la commune
- Mathieu de Bourbon (v.1462-1505), militaire et noble français, seigneur de Bouthéon, est mort à Chambéon.